# Extáze svaté Terezy
Extáze svaté Terezy, italsky Estasi di santa Teresa d'Avila, je sochařské dílo vytvořené italským barokním sochařem a architektem Gian Lorenzo Berninim. Nachází se v karmelitánském kostele Santa Maria della Vittoria v Římě, konkrétně v tzv. kapli Cornaro (Capella Cornaro).

## Vznik a koncepce
Bernini v kapli pracoval v letech 1645-1652 jako architekt, sochař i malíř, a to z pověření kardinála Federica Cornara, který si tu dal postavit rodinnou hrobku s oltářem nové španělské světice a mystičky Terezie z Avily, zakladatelky řádu karmelitániek. Bernini proměnil prostor kaple na divadelní scénu, kde postavy členů rodu Cornaro hledí z postranních reliéfů k sloupovému oltáři s vysoce umístěným a shora osvětleným sousoším Extáze svaté Terezie. Výjev sousoší se odehrává na pozadí zlatými paprsky osvětleného prostoru. V centru mladá krásná řeholnice spočívá v extatickém zemdlení na plovoucím oblaku jako na lehátku. Množství volně vlající oblečení, ze kterého vyčnívají pouze bosé nohy, ruce a obličej, dává tušit jemné obrysy jejího těla. Nad jejím ochablým tělem stojí ve vítězném postoji anděl, v pravé ruce držící šíp, kterým jako vyjádření proniknutí Boží láskou probodl Terezino srdce. Současně se odklání, jakoby sledoval účinek svého činu. Vzrušený stav slastné a současně bolestné závratě Terezie od Ježíše sama popsala ve svém životopise.
V podobném duchu se nese výzdoba, architektura a malby kaple Altieri (Capella Altieri) v kostele San Francesco a Ripa. Terezino sousoší připomíná socha umírající a vizemi zachvácené Blahoslavené Ludoviky Albertoni. Bernini ho vytvořil roku 1674.